# Marc Guiu
Marc Guiu Paz (* 4. ledna 2003 Granollers, Španělsko) je španělský fotbalový útočník hrající za anglický klub Sunderland AFC.

## Klubová kariéra

### Barcelona
Guiu se narodil v Granollers v Barceloně a svou kariéru zahájil v klubu Penya Barcelonista Sant Celoni, který je fanouškovským klubem Barcelony v La Lize. V sezóně 2013/14 se připojil k samotné Barceloně, prošel akademií La Masia a v červnu 2023 byl poprvé povolán do seniorského týmu před předsezónními zápasy proti Celtě de Vigo a japonskému celku Vissel Kóbe. V posledním jmenovaném zápase Guiu neoficiálně debutoval za Barcelonu, když nastoupil o poločase místo Roberta Lewandowského.
11. října 2023 byl opět povolán do seniorského týmu na zápas La Ligy proti Granadě, do hry však nakonec nezasáhl. Ve stejném měsíci byl anglickým deníkem The Guardian označen za jednoho z nejlepších hráčů na světě narozených v roce 2006. 22. října Guiu debutoval v seniorské soutěži jako střídající hráč v 79. minutě a svým druhým dotekem vstřelil za 23 sekund vítězný gól při vítězství 1:0 nad Athleticem Bilbao. Ve věku 17 let a 291 dní se stal nejmladším a nejrychlejším debutantem, který skóroval za Barcelonu v La Lize.
Guiu debutoval v Lize mistrů o tři dny později při výhře 2:1 nad Šachtarem Doněck. Svůj první gól v soutěži a druhý v sezoně vstřelil 13. prosince při porážce 3:2 s belgickým týmem Royal Antverpy. 1. července 2024 opustil Barcelonu po 11 letech působení v klubu.

### Chelsea
1. července 2024 přestoupil Guiu do klubu Premier League Chelsea za 6 milionů eur. Podepsal s ní pětiletou smlouvu.

### Sunderland AFC
6.srpna 2025 zamířil z Chelsea na hostování do Sunderland AFC. Oba kluby se dohodly na ročním zapůjčení bez opce

## Statistiky
Platné k 8. červnu 2024
| Klub        | Sezóna  | Liga               | Liga   | Liga | Národní pohár | Národní pohár | Evropa | Evropa | Ostatní | Ostatní | Celkově | Celkově |
| Klub        | Sezóna  | Soutěž             | Zápasy | Góly | Zápasy        | Góly          | Zápasy | Góly   | Zápasy  | Góly    | Zápasy  | Góly    |
| ----------- | ------- | ------------------ | ------ | ---- | ------------- | ------------- | ------ | ------ | ------- | ------- | ------- | ------- |
| Barcelona B | 2023/24 | Primera Federación | 13     | 4    | —             | —             | —      | —      | 2       | 2       | 15      | 6       |
| Barcelona   | 2023/24 | La Liga            | 3      | 1    | 2             | 0             | 2      | 1      | 0       | 0       | 7       | 2       |
| Chelsea     | 2024/25 | Premier League     | 0      | 0    | 0             | 0             | 0      | 0      | 0       | 0       | 0       | 0       |
| Celkově     | Celkově | Celkově            | 16     | 5    | 2             | 0             | 2      | 1      | 2       | 2       | 22      | 8       |